# Kraftloserklärung (Österreich)
Als Kraftloserklärung (auch Amortisation oder Kassation) bezeichnet man im Recht Österreichs das Feststellen der Ungültigkeit einer Urkunde oder eines anderen Gegenstandes durch eine dazu befugte Institution, häufig ein Gericht. Sie steht üblicherweise am Ende eines Aufgebotsverfahrens. In Österreich gilt das Kraftloserklärungsgesetz vom 1951 (BGBl. 86/1951) für Wertpapiere und ähnliche Urkunden. Bei der Sicherheitsbehörde seines Aufenthalts- oder Verlustortes muss der Berechtigte zum einen die Bekanntmachung des Verlustes beantragen. Zum anderen ist das zuständige Landes- oder Kreisgericht einzuschalten, das das Aufgebotsverfahren per Edikt (sogenanntes Ediktverfahren) veranlasst.
Ein Bundesgesetz zur Wertpapierbereinigung datiert vom 7. Juli 1954, sieht aber im Gegensatz zum deutschen Pendant keine generelle, sondern eine punktuelle Kraftloserklärung vor.
Ein in einem Papier verbrieftes Recht erlischt nicht mit dem Verlust oder der Vernichtung der Urkunde. Der Berechtigte hat jedoch Schwierigkeiten, seinen Anspruch darzulegen. Eine abhandengekommene Urkunde birgt zudem die Gefahr, dass sich ein unberechtigter Inhaber Vorteile verschaffen könnte und beispielsweise durch Einlösung der Urkunde an Geld kommt. Dem kann durch eine Kraftloserklärung vorgebeugt werden. Mit ihr zerfällt die bisherige Einheit von Recht und Papier. Die vorherige Urkunde verliert, sollte sie später auftauchen, ihre Legitimationswirkung. Ein gutgläubiger Erwerb der in ihr genannten Rechte scheidet nach einer Kraftloserklärung aus.

## Geschichte
Kraftloserklärungen sind schon in früheren Zeiten vorgenommen worden. So existiert in den Wiener Stadtbüchern eine öffentliche Bekanntmachung vom 1. März 1404, dass Urkunden, die das verlorengegangene Siegel des Stadtschreibers Ulrich Herwart tragen, nach Fristablauf ungültig sind. Weiter ist eine erteilte Bestätigung des Herzogs Leopold IV. vom 28. April 1409 zu nennen, dass ein verlorengegangenes Siegel der Brüder Konrad und Wolfgang Potinger, das auf Geldbriefen angebracht worden war, nach deren Fristablauf seine Wirkung verliere.
Die Kraftloserklärung ist seit jeher ein hoheitlicher Akt.